# Dismissed
Dismissed ist eine Reality-TV-Show auf MTV.
In jeder Episode hat eine jugendliche Person ein Blind Date mit zwei anderen Personen des gleichen oder anderen Geschlechts, welche sich um sie bemühen. Dazu unterhalten sie sich über ihre Hobbys und Vorlieben und entführen sie zu bestimmten Orten, um sich dort mit ihr bestmöglich zu amüsieren. Mit Hilfe einer so genannten time-out card (dt. Auszeitkarte) haben sie die Möglichkeit, ihren Konkurrenten für 20 Minuten zu verbannen, um mit der umworbenen Person allein zu sein. Am Ende der Episode muss sich diese für einen der beiden Konkurrenten entscheiden, indem sie nach Schilderung ihrer jeweiligen positiven und negativen Eindrücke den anderen ablehnt (engl. to dismiss).
Für die Ausstrahlung werden die wichtigsten Szenen zusammengeschnitten, um nachträgliche Kommentare der Teilnehmer ergänzt und mit aktuellen Musiktiteln unterlegt. Das US-amerikanische Original wurde von 2001 bis 2002 ausgestrahlt.
Auf MTV Germany wurden neben diesen Episoden auch einige zusätzlich produzierte Folgen mit deutschen Teilnehmern ausgestrahlt.